# The Swingle Singers
The Swingles — вокальный ансамбль из семи певцов (септет), исполняющий музыку a cappella.

## История
Коллектив появился в начале 60-х годов в Париже (Франция) как группа бэк-вокалистов под руководством Уорда Свингла (1927—2015). Они работали с такими музыкантами, как Эдит Пиаф, Мишель Легран и Шарль Азнавур. Но вскоре у основателя группы Свингла появилась идея исполнять вокальным ансамблем инструментальную музыку. Дебютным альбомом стал «Jazz Sebastian Bach», принесший ансамблю мировую славу и первую премию «Грэмми». За Бахом последовали произведения Вивальди, венских классиков, романтиков, народные песни и джазовые композиции. В первый состав ансамбля вошли Уорд Свингл, Энн Жермен, Жанет Бокомон, Жан Кьюсак, Кристин Легран, Клодин Менье, Клод Жермен, Жан-Клод Бриодин. На контрабасе играл Ги Педерсен, на ударных Даниэль Юмэр.
В 1963 году группа совместно с компанией Philips записала первую пластинку «Джаз Себастьян Бах» («Jazz Sebastian Bach»), которая получила премию Грэмми в номинации «Лучший новый артист», также эта запись и две последующие («Going Baroque» и «Swingling Mozart») получила Грэмми в номинации «Лучшее хоровое исполнение». Этот дебютный альбом получил замечательные отзывы от кумиров The Swingle Singers Гленна Гульда, Эллы Фицджеральд, Иегуди Менухина и других.
Сейчас ансамбль базируется в Лондоне. Репертуар The Swingle Singers насчитывает более 1000 аранжировок и обработок произведений различных жанров и стилей от классики до джаза. За годы существования ансамбль выступил на всех континентах и на самых знаменитых сценах мира, среди которых Карнеги Холл и Филармония в Нью-Йорке, миланский «Ла Скала», театр «Шатле» в Париже, «Концертгебау» в Амстердаме, театр «Колон» в Буэнос-Айресе и многие другие, а также дал более 4000 концертов. Уникальная вокальная техника The Swingle Singers стала стимулом и для современных композиторов. Итальянский композитор-авангардист Лучано Берио написал специально для них сюиту «А — Ронне» (1974), оперу «Ничто» (1996), поставленную в «Ла Скала» и ряд других сочинений. В 1968 году Берио предложил ансамблю совместно с Нью-Йоркским филармоническим оркестром исполнить его новый опус — «Sinfonia» (для оркестра, восьми голосов, органа, клавесина и фортепиано на слова Леви-Стросса, Беккета, самого Берио, другие тексты и цитаты). Премьера состоялась в прямом эфире на одном из национальных телеканалов США. После этого произведение Берио стало одним из знаковых музыкальных произведений XX века.
В настоящий момент коллектив состоит из следующих певцов:
- Джоанна Голдсмит (сопрано, Великобритания)
- Федерика Базиле (сопрано, Италия)
- Имоджен Перри (альт, Великобритания)
- Оливер Гриффифс (тенор, Великобритания)
- Эдвард Ренделл (тенор, Великобритания)
- Джейми Райт(бас, Великобритания)
- Джон Смит (тенор) США
- Звукорежиссёр — Хью Уолкер (Великобритания)

## Дискография
Snapshots, Volume 2 (2021)
Snapshots, Volume 1 (2020)
Folklore (2017)
Yule Songs II (2015)
Deep End (2015)

Weather to Fly (World Village 2013)

Ferris Wheels (2009) 
1. Unravel
2. Both Sides Now
3. On the 4th of July
4. L'Été 42
5. River Man
6. Until (a matter of moments)
7. Eleanor Rigby
8. No More "I Love You"s
9. Flying High/Wake Me Up When September Ends
10. Summer Soft
11. Lullabye (Goodnight My Angel)
12. God Only Knows
Beauty & the Beatbox (2007) (collaboration with beatbox artist Shlomo)
1.A Fifth of Beethoven
2.Spain (I Can Recall)
3.Dido’s Lament
4.It’s Sand, Man!
5.Adagio in G Minor
6.Bolero
7.Cielito Lindo (Mexican Traditional)
8.Straighten Up & Fly Right
9.Piano Concerto No. 21, 2nd Mvt.
10.Gotcha (Theme from «Starsky & Hutch»)
11.Bachbeat
Going Baroque (2007)
1.Badinerie
2.Aria And Variations: The Harmonious Blacksmith
3.Giga
4.Largo
5.Prelude No. 19 In A Major
6.Preambulum
7.Fugue
8.Allegro
9.Prelude No. 7 In E Flat Major
10.Solfegietto In C Minor
11.Der Fruehling (Spring)
12.Prelude No. 24 In B Minor
Unwrapped (2006)
1.Concerto Grosso
2.In The Bleak Midwinter
3.Christmas Song
4.River
5.Walking In The Air
6.Let It Snow! Let It Snow! Let It Snow!
7.O Tannenbaum
8.Rockin' Around The Christmas Tree
9.Santa Baby
10.Away In A Manger
11.Carol Of The Drum
12.Amazing Grace
13.Rudolph The Red-Nosed Reindeer
14.Last Christmas
15.Happy Christmas (War Is Over)
16.Hotaru No Hikari
Mood Swings (2006)
1.So What
2.Surfboard
3.Insensatez
4.Girl From Ipanema
5.Milonga Del Angel
6.Time For Love
7.Timeless Place
8.What Are You Doing The Rest Of Your Life?
9.Have You Met Miss Jones?
10.My Funny Valentine
11.Lady Is A Tramp
12.Just One Of Those Things
13.My Foolish Heart
14.All The Things You Are
15.It Don’t Mean A Thing
16.Soul Bossa Nova
American Look (2005)
1.Country Dances
2.When Jesus Wept
3.Negro Spirituals
4.Patriotic Songs
5.He’s Gone Away
6.Saints Fugue
7.Stephen Foster Medley
8.Porgy And Bess Suite
Concerto d’Aranjuez (2004)
1.Romanza Andaluza
2.Adagio
3.Rondalla Aragonesa
4.Tango In D Major
5.Granada
6.Sevilla
7.Romance Espagnole
8.Spanish Tango In A Minor
9.Sonata In D Major
10.Andaluza
Compilation Album (1989)
- «Twofer» compact disc containing the albums Reflections (1985) and Live at Ronnie Scott’s (1987).

Live at Ronnie Scott’s (1987)
1.Route 66
2.Children of the Ghetto
3.Li’l Darlin'
4.Dry Cleaner from Des Moines
5.Mean to Me
6.It’s Alright with Me
7.Moon Over Bourbon Street
8.Boplicity
9.Round Midnight
10.Sweet Nothing
11.Tuxedo Junction
Reflections (as The Swingles) (1985)
1.Organ Fugue BWV 578
3.Bist Du Bei Mir
4.Come Live with Me
5.All the Things You Are
6.Oh Johnny!
7.Fascinatin' Rhythm
8.Just One of Those Things
9.London by Night
10.Country Dances
11.Flight of the Bumble Bee
Jazz Sébastien Bach 2 (France) / Back To Bach (U.S.) (1969)
Side 1:
1.Vivace (Concerto For Two Violins In D Minor)
2.Prelude And Fugue In E Minor (from The Well Tempered Clavier)
3.Choral (Cantana 147)
4.Gavotte (from The Partita No. 3 For Violin Solo)
5.Prelude And Fugue In C Major (from The Well Tempered Clavier)
Side 2:
1.Fugue In G Major For Organ
2.Adagio (Sonata No. 3 For Violin And Harpsichord)
3.Prelude And Fugue In C Major (from The Well Tempered Clavier)
4.Prelude For Organ Choral (Now Comes The Christian Savor)
5.Fugue In E Flat Major (from The Well Tempered Clavier)
Swingling Telemann (1966)
1.Concerto a Six: Allegro
2.Concerto a Six: Adagio
3.Concerto a Six: Presto
4.Concerto a Six: Adagio
5.Concerto a Six: Allegro
6.Couperin (Fourth Book of Pieces for Harpsichord, 21E Ordre)
7.Gigue (Suite for Strings «La Lyra»)
8.Fugue in D minor
9.Presto (Trio from Sonata in E Major)
10.Larghetto (Concerto in A Major for Hautbois d’Amour and Strings)
11.Coucou (First Book of Pieces for Harpsichord «A Mlle de Soubise»)
12.Presto (Sonata Nº 4 for Flute and Basso Continuo in E minor)
13.Sonata in C minor: Allegro
14.Sonata in C minor: Andante Moderato
15.Sonata in C minor: Vivace
 Swinging Mozart (France) / Anyone for Mozart (U.S.) (1965)
1.Variations on Ah! Vous Dirais — Je Maman K265
2.Fugue (from Sonata N 37 in A Major for Guitar and Harpsichord K402)
3.Sonata for Piano N 15 in C Major K545: Allegro
4.Sonata for Piano N 15 in C Major K545: Andante
5.Sonata for Piano N 15 in C Major K545: Allegretto
6.Serenade N 13 in G Major, Eine Kleine Nachtmusik K525: Allegro
7.Serenade N 13 in G Major, Eine Kleine Nachtmusik K525: Romance
8.Serenade N 13 in G Major, Eine Kleine Nachtmusik K525: Menuetto
9.Serenade N 13 in G Major, Eine Kleine Nachtmusik K525: Rondo
10.Allegro (from Sonata for Piano N 5 in G Major K283)
Going Baroque (1964)
1.Badinerie, J.S. Bach (from Ouvertüre H-Moll, BWV 1067)
2.Grobschmied Variations, G.F. Haendel (from Cembalosuite in E-Dur)
3.Gigue, J.S. Bach (from Cellosuite Nr. 1 C-Dur, BWV 1009)
4.Largo, J.S. Bach (from Cembalokonzert F-Moll, BWV 1056)
5.Praeludium Nr. 19 A-Dur BWV 864, J.S. Bach (from The Well-Tempered Clavier, Book I)
6.Praeambulum, J.S. Bach (from Partita Nr. 5 G-Dur BWV 829)
7.Fuga, A. Vivaldi (from Concerto Op. 3 'L’Estro Armonico' Nr. 11 D-Moll)
8.Allegro, G.F. Heandel (from Concerto Grosso Op. 6 A-Moll)
9.Praeludium Nr. 7 Es-Dur BWV 876, J.S. Bach (from The Well-Tempered Clavier, Book II)
10.Solfegietto C-Moll, C.P.E. Bach
11.Fruehling (Spring), W.F. Bach
12.Praeludium Nr. 24 H-Moll BWV 893, J.S. Bach (from The Well-Tempered Clavier, Book II)
Jazz Sébastien Bach (France) / Bach’s Greatest Hits (U.S.) (1963)
Side 1:
1.Fugue in D Minor (from The Art of the Fugue)
2.Prelude for Organ Chorale No 1
3.Aria (from Suite No 3 in D)
4.Prelude No 12 in F Minor (from The Well-Tempered Clavier, Book II)
5.Bourrée II (from The English Suite No 2)
6.Fugue No 2 in C Minor (from The Well-Tempered Clavier, Book I)
7.Fugue No 5 in D (from The Well-Tempered Clavier, Book I)
Side 2:
1.Prelude No 9 in E (from The Well-Tempered Clavier, Book II)
2.Sinfonia (from The Partita No 2)
3.Prelude No 1 in C (from The Well-Tempered Clavier, Book II)
4.Canon
5.Two Part Invention No 1 in C
6.Fugue No 5 in D (from The Well-Tempered Clavier, Book II)